# 拟狨鼠
拟狨鼠（学名：Hapalomys delacouri）也称小狨鼠、海南狨鼠，一种分布于中国南方和老挝、越南等地区的啮齿动物，隶属于鼠科狨鼠属。本种是英国学者奥德菲尔德·托马斯于1927年描述发表。